# 2006 100 legnagyobb slágere
Ez a lista a Billboard magazin  első Hot 100 zenéjét tartalmazza 2006-ból.
| Helyezés | Dal                               | Előadó(k)                                                        |
| 1        | Bad Day                           | Daniel Powter                                                    |
| 2        | Temperature                       | Sean Paul                                                        |
| 3        | Promiscuous                       | Nelly Furtado featuring Timbaland                                |
| 4        | You’re Beautiful                  | James Blunt                                                      |
| 5        | Hips Don’t Lie                    | Shakira featuring Wyclef Jean                                    |
| 6        | Unwritten                         | Natasha Bedingfield                                              |
| 7        | Crazy                             | Gnarls Barkley                                                   |
| 8        | Ridin'                            | Chamillionaire featuring Krayzie Bone                            |
| 9        | SexyBack                          | Justin Timberlake                                                |
| 10       | Check on It                       | Beyoncé featuring Slim Thug                                      |
| 11       | Be Without You                    | Mary J. Blige                                                    |
| 12       | Grillz                            | Nelly featuring Paul Wall and Ali & Gipp                         |
| 13       | Over My Head (Cable Car)          | The Fray                                                         |
| 14       | Me & U                            | Cassie                                                           |
| 15       | Buttons                           | Pussycat Dolls featuring Snoop Dogg                              |
| 16       | Run It!                           | Chris Brown                                                      |
| 17       | So Sick                           | Ne-Yo                                                            |
| 18       | It's Goin' Down                   | Yung Joc featuring Nitti                                         |
| 19       | SOS                               | Rihanna                                                          |
| 20       | I Write Sins Not Tragedies        | Panic! at the Disco                                              |
| 21       | Move Along                        | The All-American Rejects                                         |
| 22       | London Bridge                     | Fergie                                                           |
| 23       | Dani California                   | Red Hot Chili Peppers                                            |
| 24       | Snap Yo Fingers                   | Lil Jon featuring E-40 and Sean Paul of The YoungBloodZ          |
| 25       | Lean wit It, Rock wit It          | Dem Franchize Boyz featuring Lil Peanut and Charlay              |
| 26       | What Hurts the Most               | Rascal Flatts                                                    |
| 27       | How to Save a Life                | The Fray                                                         |
| 28       | Unfaithful                        | Rihanna                                                          |
| 29       | Chasing Cars                      | Snow Patrol                                                      |
| 30       | Lips of an Angel                  | Hinder                                                           |
| 31       | Everytime We Touch                | Cascada                                                          |
| 32       | Ain't No Other Man                | Christina Aguilera                                               |
| 33       | Dance, Dance                      | Fall Out Boy                                                     |
| 34       | Gold Digger                       | Kanye West featuring Jamie Foxx                                  |
| 35       | Money Maker                       | Ludacris featuring Pharrell                                      |
| 36       | Ms. New Booty                     | Bubba Sparxxx featuring Ying Yang Twins and Mr. Collipark        |
| 37       | (When You Gonna) Give It Up to Me | Sean Paul and Keyshia Cole                                       |
| 38       | Photograph                        | Nickelback                                                       |
| 39       | Because of You                    | Kelly Clarkson                                                   |
| 40       | Stickwitu                         | Pussycat Dolls                                                   |
| 41       | I'm 'n Luv (Wit a Stripper)       | T-Pain featuring Mike Jones                                      |
| 42       | My Humps                          | Black Eyed Peas                                                  |
| 43       | Where'd You Go                    | Fort Minor featuring Holly Brook and Jonah Matranga              |
| 44       | Yo (Excuse Me Miss)               | Chris Brown                                                      |
| 45       | Walk Away                         | Kelly Clarkson                                                   |
| 46       | Laffy Taffy                       | D4L                                                              |
| 47       | What You Know                     | T.I.                                                             |
| 48       | Dirty Little Secret               | The All-American Rejects                                         |
| 49       | Savin' Me                         | Nickelback                                                       |
| 50       | Don’t Forget About Us             | Mariah Carey                                                     |
| 51       | Sexy Love                         | Ne-Yo                                                            |
| 52       | U and Dat                         | E-40 featuring T-Pain and Kandi Burruss                          |
| 53       | Far Away                          | Nickelback                                                       |
| 54       | What's Left of Me                 | Nick Lachey                                                      |
| 55       | So What                           | Field Mob featuring Ciara                                        |
| 56       | Do It to It                       | Cherish featuring Sean Paul from YoungBloodZ                     |
| 57       | Black Horse and the Cherry Tree   | KT Tunstall                                                      |
| 58       | There It Go (The Whistle Song)    | Juelz Santana                                                    |
| 59       | Shoulder Lean                     | Young Dro featuring T.I.                                         |
| 60       | Unpredictable                     | Jamie Foxx featuring Ludacris                                    |
| 61       | My Love                           | Justin Timberlake featuring T.I.                                 |
| 62       | Shake That                        | Eminem featuring Nate Dogg                                       |
| 63       | Pullin' Me Back                   | Chingy featuring Tyrese                                          |
| 64       | Bossy                             | Kelis featuring Too Short                                        |
| 65       | Chain Hang Low                    | Jibbs                                                            |
| 66       | Smack That                        | Akon featuring Eminem                                            |
| 67       | One Wish                          | Ray J                                                            |
| 68       | Sugar, We're Goin Down            | Fall Out Boy                                                     |
| 69       | Gimme That                        | Chris Brown featuring Lil Wayne                                  |
| 70       | I Know You See It                 | Yung Joc featuring Brandy Ms. B. Hambrick                        |
| 71       | Who Says You Can't Go Home        | Bon Jovi with Jennifer Nettles                                   |
| 72       | Too Little Too Late               | JoJo                                                             |
| 73       | Touch It                          | Busta Rhymes                                                     |
| 74       | Rompe                             | Daddy Yankee                                                     |
| 75       | Déjà Vu                           | Beyoncé featuring Jay-Z                                          |
| 76       | Life Is a Highway                 | Rascal Flatts                                                    |
| 77       | Call Me When You're Sober         | Evanescence                                                      |
| 78       | Jesus, Take the Wheel             | Carrie Underwood                                                 |
| 79       | Show Stopper                      | Danity Kane featuring Yung Joc                                   |
| 80       | Get Up                            | Ciara featuring Chamillionaire                                   |
| 81       | We Be Burnin'                     | Sean Paul                                                        |
| 82       | Hate Me                           | Blue October                                                     |
| 83       | You and Me                        | Lifehouse                                                        |
| 84       | Beep                              | Pussycat Dolls featuring will.i.am                               |
| 85       | I Think They Like Me              | Dem Franchize Boyz featuring Jermaine Dupri, Da Brat and Bow Wow |
| 86       | Say Goodbye                       | Chris Brown                                                      |
| 87       | Waiting on the World to Change    | John Mayer                                                       |
| 88       | Soul Survivor                     | Young Jeezy featuring Akon                                       |
| 89       | Pump It                           | Black Eyed Peas                                                  |
| 90       | When I'm Gone                     | Eminem                                                           |
| 91       | Hung Up                           | Madonna                                                          |
| 92       | Stay Fly                          | Three 6 Mafia                                                    |
| 93       | Love                              | Keyshia Cole                                                     |
| 94       | When You're Mad                   | Ne-Yo                                                            |
| 95       | Why You Wanna                     | T.I.                                                             |
| 96       | Stupid Girls                      | Pink                                                             |
| 97       | Feel Good Inc.                    | Gorillaz featuring De La Soul                                    |
| 98       | I'm Sprung                        | T-Pain                                                           |
| 99       | Do I Make You Proud               | Taylor Hicks                                                     |
| 100      | For You I Will (Confidence)       | Teddy Geiger                                                     |